# Louis Hostin
Louis Hostin (21 de abril de 1908, em Saint-Étienne, Loire - 29 de junho 1998) foi um halterofilista francês.
Hostin ganhou medalha de prata em halterofilismo nos Jogos Olímpicos de 1928 em Amsterdã; quatro anos mais tarde, ouro em Los Angeles, e novamente em Berlim 1936, na categoria até 82,5 kg.
Foi vice-campeão mundial em 1937 e bronze em 1938. Foi ainda duas vezes campeão europeu: em 1930 e em 1935.
Em 1994 foi eleito para o Weightlifting Hall of Fame. Ele trabalhou como um crupiê.